# Savel Manu
Savel Manu (n. 1824) fue un militar y político rumano.

## Biografía
Nacido en 1824 en Botoșani, estudió en Iași, Atenas y París. Luego ingresó en el ejército y se convirtió en ayudante del príncipe Al. Ghica. Partiendo hacia Iași, se puso allí junto con algunos jóvenes a la cabeza del movimiento unionista y después de ser prefecto de policía en esa ciudad, fue nombrado en 1859 comandante superior de los ejércitos de Moldavia. En 1864 fue ascendido a general de brigada y entró en el gabinete presidido por Mihail Kogălniceanu como ministro de Guerra del 12 de abril de 1864 al 30 de enero de 1866. Tras la caída del príncipe Cuza, fue también diputado y alcalde de Bucarest y luego se retiró completamente de la vida política en 1875.